# Páncélvonat

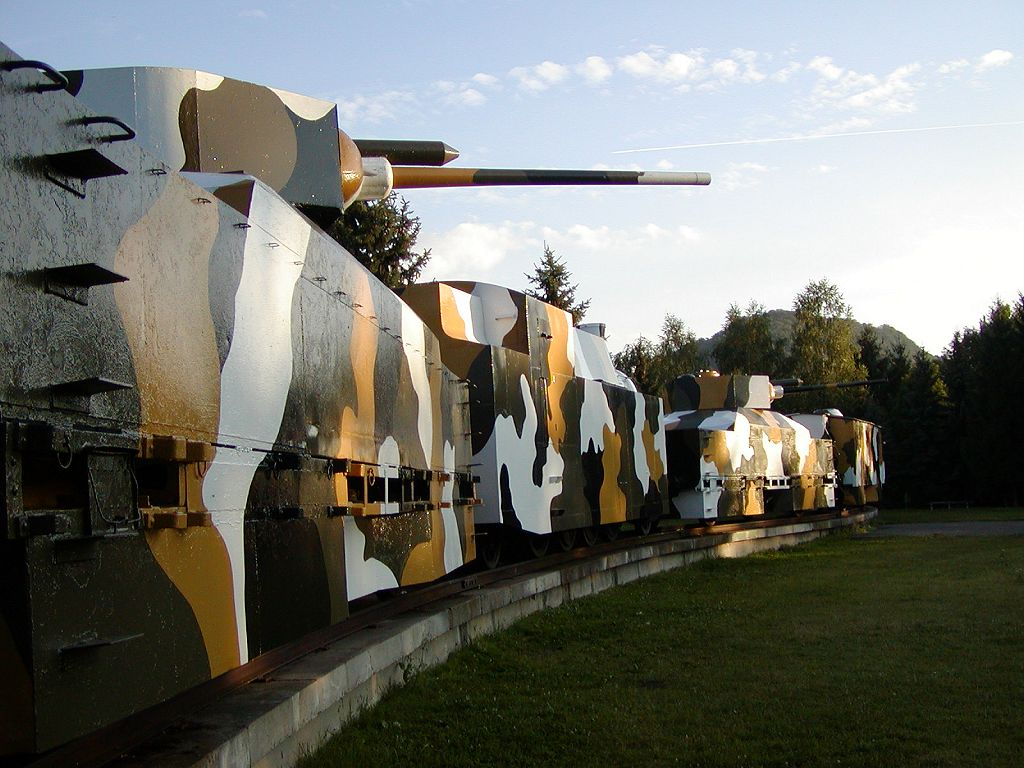
A Hurban páncélvonat Zólyomban

A páncélvonat fegyverekkel és páncélzattal ellátott vasúti szerelvény. Kialakulása a 19. század második felére tehető. A hadi használatra szánt vasúti szerelvények három nagyobb változatát különböztetik meg:
- páncélvonat (a személyzetet és a fegyverzetet zárt páncélzat védi)
- vasúti löveg (vasúti alvázra épített, nagy űrméretű ágyúk, mozsarak)
- fegyveres szerelvények (néhány géppuskával felszerelt, főleg csapatok vagy ellátmány továbbítására használt vonat)

Az oroszországi polgárháború idejére vált a csatatér legfontosabb harci eszközévé. Egészen a 20. század közepéig használták, de már nem jutott akkora szerep neki, mint a korábbi időszakokban. A hidegháború idején a Szovjetunió alkalmazott vonatokat katonai szerepkörben, de már nem a klasszikus módon. Ezek a szerelvények az interkontinentális rakéták rejtésére, mozgatására és indítására szolgáltak.

## A kezdetek
Az első felfegyverzett, rögtönzött szerelvényeket az osztrákok építették 1848-ban illetve az angolok 1859-ben.
A vasút teljes körű katonai használatára az amerikai polgárháborúban került sor. Hooker tábornok a 22.000 főt számláló haderejét vasúton szállította Washington-ból Bridgeport-ba. Ha ezt az 1,168 mérföldet (majdnem 1,880 km) gyalogosan kellett volna megtenniük, az több, mint 1 hónapba tellett volna és a sereg kimerült volna az út végére. De a vasútnak köszönhetően hét nap alatt sikerült a csapatokat átdobni az új helyre. Az első, felfegyverzett vonatot a polgárháborúban az északiak alkalmazták Baltimore-tól a déli szabotőrök ellen. Tüzérséget először a déliek építettek a kocsikra, Lee tábornok parancsára. A haditengerészet tisztjei egy 32 fontos tarackot építettek egy 4 tengelyes kocsira. A kocsi védelmét lejtősen egymásra rakott sínszálakkal oldották meg. Az uniós sereg egy Parrot ágyút, majd később 13 hüvelykes mozsarakat rakott vasúti kocsikra. Ennek hatására a porosz–francia háborúban használtak páncélzattal és 140 mm-es löveggel ellátott vonatokat Párizs ostromakor.

## Brit gyarmati háborúk
A páncélvonatok teljes kifejlődésüket a brit gyarmati háborúknak köszönhetik. Az 1882-es egyiptomi hadjárat során raktak lövegeket, homokzsákokból és acél lemezekből védőfalat a megfelelő kocsikra. Ezen vonatok újítása abban is rejlett, hogy egy vagont kapcsoltak a szerelvény elejére, ami feláldozható volt ha aláaknázták a pályát vagy ki akarták siklatni a vonatot. A páncélvonatokat a Királyi Tengerészgyalogosok (Egyiptom, 1882), a hadsereg (Szudán, 1885) vagy a csapatok saját maguk (India, 1886) állították elő. Ezek a korai tapasztalatok jól jöttek a későbbiek folyamán a 2. angol-búr háború idején.

### A 2. angol-búr háború
A háború előtt a britek által megszállva tartott dél-afrikai területek utánpótlását csak vasúton lehetett megoldani. Emiatt a Királyi Műszakiak felügyelete mellett 12 páncélvonat épült a Fokföldi Vasút (CGR), a Natali Vasút (NR) és a Rhodesiai Vasút (RV) számára. Az volt a szándékuk, hogy a problémás helyekre szállítsák a gyalogságot, majd azok a vonatokról vívják meg az összecsapást. A szerelvény általában két vagy több vagonból állt, amire acél lemezeket erősítettek fel, de a puskák számára tartókkal volt ellátva. A magányosan közlekedő páncélvonatok sebezhetőek voltak és a búrok több sikeres rajtaütést is végrehajtottak ezek ellen. A háború későbbi szakaszában már lovas felderítők kísérték a szerelvényeket. Mire véget ért a konfliktus, több, mint 20 páncélvonat állt hadrendben. A leghíresebb közülük a Hairy Mary (Hajas Mari) volt, melynél a mozdony védelmére vastag hajóköteleket használtak. A háború végeztével alább hagyott a lelkesedés és úgy ítélték meg, hogy egy páncélvonat csak a gyarmatokon használható szabadcsapatok ellen, az európai csatatéren nem állja meg a helyét a sebezhetősége miatt.

## Az első világháború

### Nyugati front

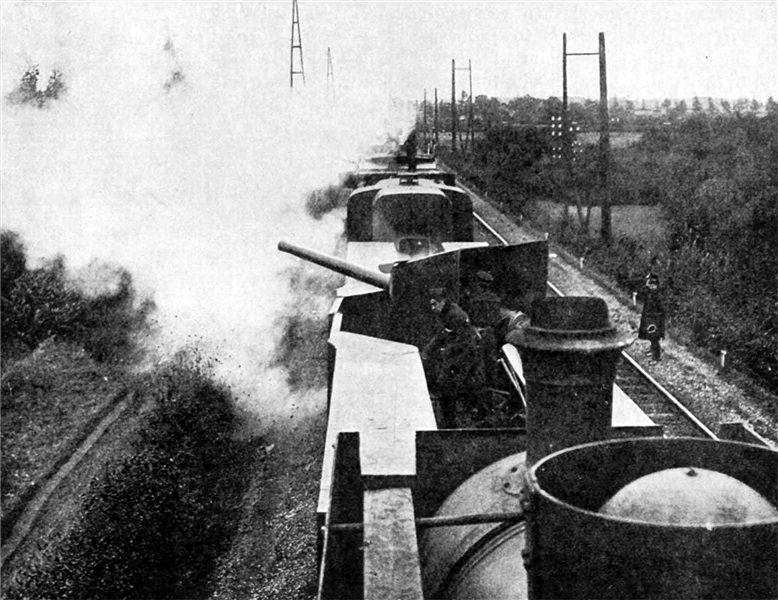
Belga páncélvonat, 1914

A nyugati front egyetlen vezető hatalmának sem volt terve arra, hogy használjon páncélvonatot, ha kitörne a háború. Ennek ellenére előfordult, hogy páncélvonatokat alkalmaztak a szemben álló felek, mielőtt megmerevedett volna a front. A Belga Hadsereg a háború elején felszerelt két könnyű vonatot, majd a Brit Haditengerészeti Hadosztály is kettőt a megérkezésük után. Néhány pőrekocsira haditengerészeti ágyúkat és alacsony, páncélozott oldalfalakat tettek. Ezeket azután az Antwerpen környéki harcokban vetették be 1914 szeptemberében. A német csapatok is építettek néhány szükségvonatot, amiket Belfort körül alkalmaztak 1914 augusztusában járőrözésre.

### Keleti front
A keleti fronton teljesen más volt a helyzet. Az Orosz Birodalom a korábbi háborúk (bokszerlázadás, orosz-japán háború) tapasztalatán okulva 1912-től kezdődően négy szerelvényt építettek sorozatban. Ezek egy páncélozott gőzmozdonyból, kettő vagy több páncélozott kocsiból (géppuskákkal vagy kis kaliberű lövegekkel felszerelve) és két vezérlő kocsiból álltak. A búr háborúból okulva, a vonat elején és végén egy-egy lapos oldalfalú kocsi volt a biztonság miatt. A háború közeledtével ezeket Galíciába vezényelték, szembe a német és osztrák-magyar seregekkel. Ezeket a háború kitörése után nagy sikerrel vetették be támadó és védekező hadműveletekben egyaránt.
A háború előrehaladtával egyre nagyobb, fejlettebb páncélvonatokat építettek. Ezekhez az erődépítészetből és a hadihajók kialakításából vették az ötleteket (páncélkupolák a lövegeknek, a páncélkupolák lépcsőzetes elhelyezése stb.). Ezekben a fő fegyverzetet 3 hüvelykes tábori ágyúk alkották, de a későbbiekben már csak 3 hüvelykes hegyi ágyúk beépítésére volt lehetőségük. Néhány szerelvény a helyi parancsnokok elképzelései alapján épültek, így is 1915 végére 15 darab páncélvonat volt az Orosz Hadsereg szolgálatában.

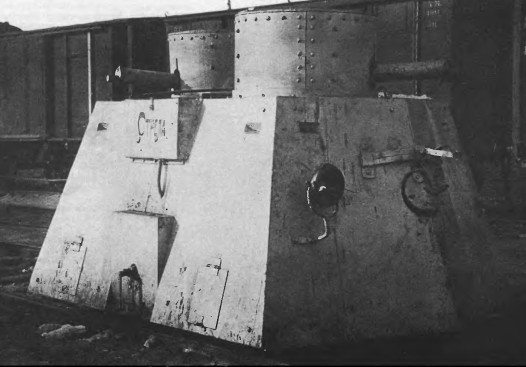
Orosz páncélozott sínautó

Az orosz vezetés 1916-tól – más hadviselő felekhez hasonlóan – kifejlesztett és legyártott páncélozott, felfegyverzett sínautókat is. Egy változatukat alacsony oldalfalú kocsira építették fel, beszereltek két 60 LE-ős benzinmotort, amik 45 km/h sebességre voltak képesek gyorsítani az eszközt. Fő fegyverzete egy-egy 57 mm-es gyorstüzelő Nordenfelt ágyú volt a kocsi két végén. A szerelvényhez tartozott még két, 2 tengelyes vágány-teherautó is.

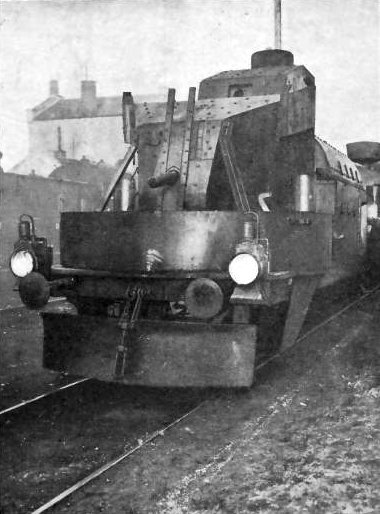
Osztrák-magyar lövegkocsi 1915-ből

Az orosz sikereket látva az Osztrák-Magyar Hadseregben is elkezdték a páncélvonatok építését. Az első hármat még a csapatoknál, a fellelhető anyagokból rögtönözték a galíciai hadszíntéren 1914 őszén. Ezt követően a MÁV javaslatára a Hadügyminisztérium leadta a rendelést ipari kivitelű páncélvonatok gyártására. 1914 végére el is készültek az új szerelvények, szám szerint hat darab. Ezek egy vagy két páncélozott MÁV 377 sorozatú gőzmozdonyból, egy vagy két gyalogsági kocsiból (géppuskákkal felszerelve) és egy vagy kettő lövegkocsiból (géppuskákkal és lövegekkel felszerelve) állt. Attól függően hogy könnyű vagy nehéz páncélvonatról volt szó, vagy csak gyalogsági kocsikból, vagy vegyesen gyalogsági és lövegkocsikból állt a szerelvény. Olaszország hadba lépése után még két hasonló kialakítású szerelvényt építettek. Még 1915-ben építettek egy un. lapos vonatot is, aminek a kocsijai három tengelyesek voltak és legömbölyített formájú, alacsony felépítménnyel rendelkezett. Ennek volt egy benzinmotorral ellátott, önjáró lövegkocsija is. Mindhárom hadszíntéren sikerrel vetették be ezeket a vonatokat.
A német csapatok a keleti hadszíntéren is csak rögtönzött páncélvonatokkal rendelkeztek. Az elsőt 1915 őszén Kelet-Poroszországban építették meg, majd még kettő készült a román-frontra is. Ezek közös jellemzője volt, hogy a csapatoknál, „házilag” készültek.

## A két világháború között

### Az orosz polgárháború
Az orosz polgárháború időszaka volt az, amikor a páncélvonatok fénykorukat élték, ők döntötték el egy csata kimenetelét. Ez több dolognak volt köszönhető. Az első az ország nagy mérete. Ehhez járult hozzá, hogy kevés gépjármű volt, azok is nehezen mozogtak a rossz utakon. A másik a viszonylag nagy kiterjedésű vasúthálózat volt, amelyet a századfordulón kezdtek kiépíteni és a jelentősebb városokat és ipari központokat kötötte össze. Ezért a jelentősebb ütközeteket, csatákat mind a vasútvonalak környékén vívták meg, amik mentén biztosítani tudták a megfelelő utánpótlást és kommunikációt. A gyalogság és a lovasság csak kisegítő szerepet játszott, kiterjesztették és támogatták a páncélvonatok küzdelmét.

#### Vörös Hadsereg
A szovjet Vörös Hadsereg első néhány szerelvénye az egykori cári Orosz Hadseregtől származott és Ukrajnában került bevetésre 1917 októberében. Itt a németek és a fehérek ellen küzdöttek. Saját gyártású páncélvonatok 1918-tól álltak a vörösök rendelkezésére. Mivel az ő kezükben volt az ipar nagy része, így több helyen is elkezdték a páncélvonat gyártást.
Az első szerelvények nagy változatosságot mutattak. Voltak ideiglenes páncélvonatok homokzsák megerősítéssel, kazánlemezből készült páncélozással és tábori ágyúkat tettek rájuk. Ezzel szemben a gyárakban acéllemezből készült a páncélozás, a lövegeket forgatható kupolákban helyezték el. Ezt a sokszínűséget igyekeztek meggátolni azzal, hogy a Vörös Hadsereg kiadta 1918 őszén a páncélvonatok építéséről szóló irányelveit. Ezek szerint a páncélvonatok az egykori cári hadsereg tervei szerint kellettek hogy épüljenek: egy páncélozott gőzmozdony, két tüzérségi kocsi és két-három előfutó kocsi az aknák és siklatás ellen. A háború okozta felfordulás miatt ezeket a terveket nem lehetett betartani, ennek ellenére törekedtek rá. Az elkészült szerelvényeket változatos, az éppen kéznél levő fegyverzettel látták el (3 hüvelykes tábori ágyú, 4 vagy 6 hüvelykes haditengerészeti ágyú, változatos számú géppuska stb.).
A nehézségek ellenére a páncélvonatok száma folyamatosan emelkedett (1918 végén 23, 1919 végén 59, 1920 végén 103 szerelvény volt hadrafogható). Összesen 103 páncélvonatuk volt a vörösöknek, de ebből csak 75 készült gyárban, a meghatározott tervek szerint. Az összes többit vagy a csapatoknál rögtönözték, vagy helyi tervek alapján lettek legyártva.

#### Fehérek
A fehérek hadseregének 80 páncélvonat állt a rendelkezésére a konfliktus során. A legtöbb szerelvénnyel a Dél-Orosz Fegyveres Erők rendelkezett 1919 végén. Itt tíz páncélvonat zászlóalj tevékenykedett, egyenként két könnyű és egy nehéz páncélvonattal. A Doni Hadseregnek négy páncélvonat zászlóalja és két független páncélvonata volt. Ezen szerelvények felszereltsége is ugyanolyan „változatosságot” mutatott, mint a vörösöké.

#### Csehszlovák Légió

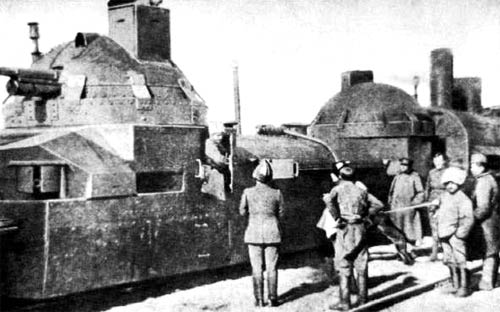
Az Orlik páncélvonat

Az egyik legerősebb fegyveres egység Oroszországban ekkoriban a Csehszlovák Légió alkotta. Ez az egység az egykori osztrák–magyar hadsereg hadifoglyaiból vagy dezertőreiből alakult 1918 végén. A szovjetek megállapodtak, hogy ezen katonákat a transzszibériai vasútvonalon eltávolítja az országból. De annyira megromlott a viszony a vörösök és a csehszlovákok között, hogy fegyveres konfliktusra került sor. A konfliktus gyors megoldása érdekében odaküldték egy páncélvonatot, amit a csehek elfoglaltak és elkezdtek használni Orlik néven. A szervezettségüknek és a gyorsaságuknak köszönhetően gyorsan a hatalmukba kerítették a transzszibériai vasutat és a saját maguk építette páncélvonatokkal tartották ellenőrzés alatt. Annyira sikeresek voltak, hogy több ellenük küldött vörös páncélvonatot a birtokukba kerítettek. Végül szervezetten hagyták el Szibériát Vlagyivosztokon át. Az általuk használt szerelvényeket a fehéreknek adták át, akik a visszavonulás során Kínába húzódtak. Itt foglalt le és állított saját szolgálatba egy vonatot a japán Kvantung-hadsereg 1931-ben.

### A Magyarországi Tanácsköztársaság

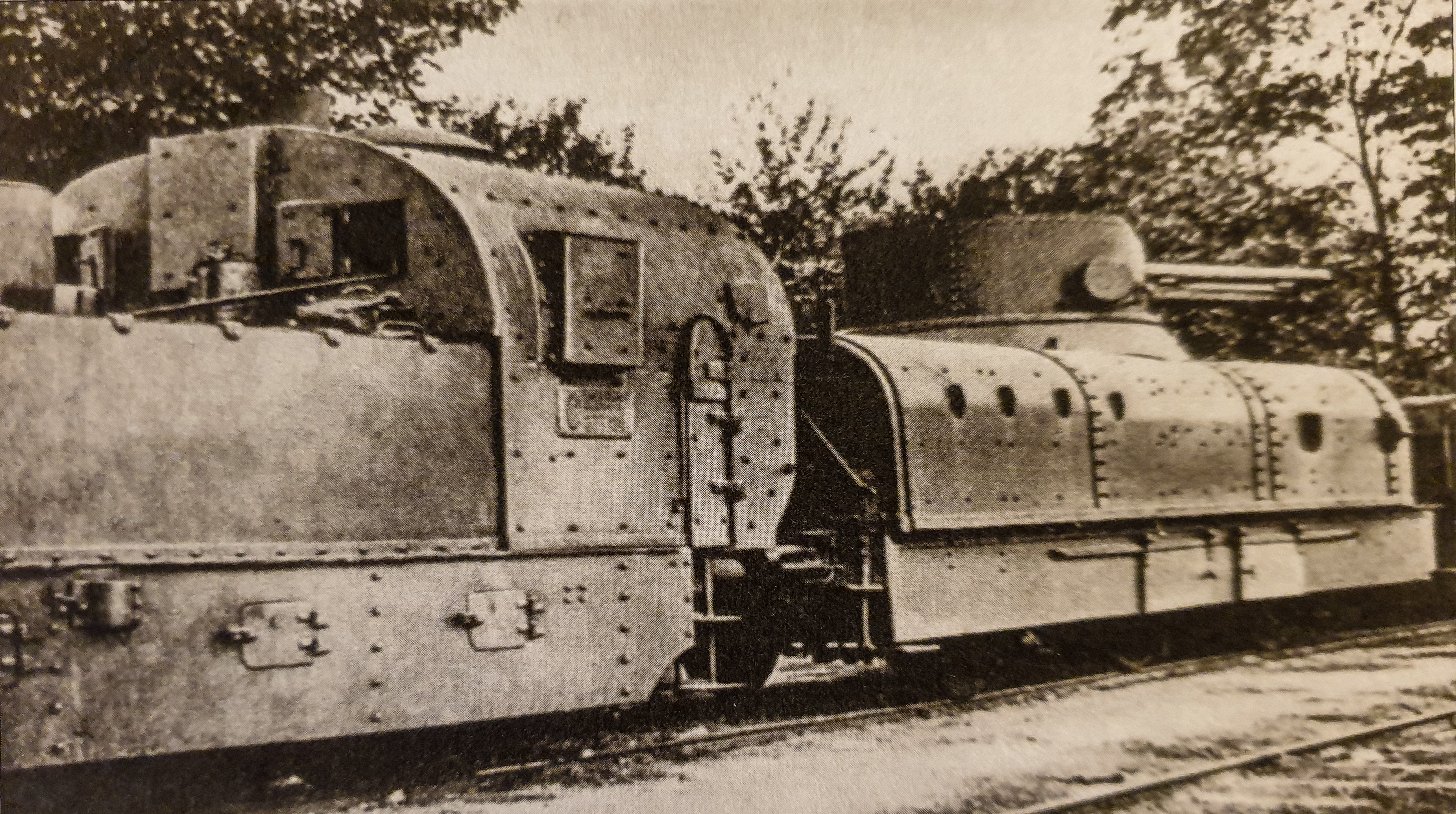
A magyar Vörös Hadsereg egyik páncélvonata

A Magyarországi Tanácsköztársaság hadserege, a magyar Vörös Hadsereg az első világháborúból fennmaradt páncélvonatokat is alkalmazta harcaiban felderítésre, a gyalogság támadásának támogatására, üldözésre, a védelem megerősítésére, valamint a visszavonulás fedezésére. Ezek a szerelvények általában egy géppuskás és egy ágyús kocsival rendelkeztek, de voltak könnyebb illetve erősebb vonatok is. 
Sikeres alkalmazásuknak egyik példája az északi hadjárat során történt, amikor a 6. számú páncélvonat Losoncig tört előre a csehszlovák ellenőrzés alatt álló területen, erőszakos felderítést végrehajtva. Tüzelésre késztette az ellenséges ütegeket, megállapította a helyüket, pontosította a csehek első vonalát. Ezt követően a magyar támadók hasznosították ezeket az adatokat, megsemmisítették a cseh lövegeket és a gyalogság támadása sikerrel járt.

## Kapcsolódó szócikk
- 1919-es magyar–román háború